# ロゴス中心主義
ロゴス中心主義 (logocentrism) は、ジャック・デリダにより提唱された概念である。『グラマトロジーについて』の記事も参照のこと。
日本ではたいへんしばしば音声中心主義 (phonocentrism、w:Phonocentrism) という語と混同されている。さらに重ねて音声言語中心主義と誤訳されていることも非常に多い。なお、「音声中心主義」は、ソシュールによる言語学（およびフッサールの現象学）が、（デリダによれば）音声中心主義であることを批判したものだったが、言語学者がソシュールのことをそう論じたのでもないし、ソシュール（による言語学）が一般にそう考えられているというわけでもなく、そのような「音声中心主義である」とすること自体からデリダによるものである。